# National Football League (Fiji)
De National Football League is de hoogste voetbaldivisie in Fiji die door de Fiji Football Association (FFA) wordt georganiseerd.
Opmerkelijk is dat de districten eigenlijk de clubs vormen. Elk district heeft dus één club en nooit twee. Ba FA is sinds de oprichting van de competitie de dominerende club met, inmiddels, 20 titels.
In 2010 nam het nationale voetbalelftal onder de 20 van de Fiji-eilanden deel in de competitie, in 2011 een jeugdteam dat afwisselend bestond uit de nationale U-23, U-20 en regionale U-23 teams.

## Teams
Aan de competitie van 2023 nemen de volgende tien teams deel: